# وینچستر (اکلاهما)
وینچستر(به انگلیسی: Winchester) شهری در ایالت اکلاهما کشور ایالات متحده آمریکا است که جمعیت آن در سرشماری سال ۲۰۱۰ میلادی، ۵۱۶ نفر بوده‌است.